# Waterschorpioenen
Waterschorpioenen (Nepidae) zijn een familie van insecten die behoren tot de wantsen (Heteroptera).

## Kenmerken
Waterschorpioenen hebben naar de kop verplaatste, tot vangarmen omgebouwde voorpoten en twee lange achterlijfsaanhangsels die gefuseerd zijn en een adembuis vormen. De voorpoten lijken enigszins op die van schorpioenen en de lange, stekel-achtige adembuis doet denken aan een steekorgaan. Waterschorpioenen hebben echter net als alle insecten zes poten, waarvan er zich twee aan de voorzijde bevinden en dienen om prooien te grijpen en er vier gebruikt worden om te lopen. 

## Leefwijze
Waterschorpioenen zijn permanent in het water levende insecten maar zijn zeer slechte zwemmers. De langwerpige waterstaafwants kan zich met enigszins roeiende bewegingen door het water verplaatsen maar de afgeplatte en brede waterschorpioen kan absoluut niet zwemmen. Sommige soorten zijn uitstekende vliegers, andere soorten hebben gedegenereerde vleugelspieren en kunnen zich alleen kruipend verplaatsen.

## Soorten in Nederland
- Waterschorpioen (Nepa cinerea)
- Staafwants of waterstaafwants (Ranatra linearis)

## Taxonomie
De familie bevat de volgende geslachten:

- Araripenepa Nel & Pella, 2020
- Austronepa Menke & Stange, 1964
- Borborophilus Stål, 1865
- Borborophyes Stål, 1870
- Cercotmetus Amyot & Serville, 1843
- Curicta Stål, 1861
- Goondnomdanepa Lansbury, 1974
- Laccotrephes Stål, 1865
- Montonepa Lansbury, 1973
- Nepa Linnaeus, 1758
- Nepella Poisson, 1947
- Nepitella Štys & Jansson, 1988
- Paranepa Poisson, 1965
- Ranatra Fabricius, 1790
- Telmatotrephes Stål, 1854